# (19349) Denjoy
(19349) Denjoy ist ein Asteroid des Hauptgürtels, der am 13. Februar 1997 vom italo-amerikanischen Astronomen Paul G. Comba am Prescott-Observatorium (IAU-Code 684) in Arizona entdeckt wurde.
Der Asteroid wurde nach dem französischen Mathematiker Arnaud Denjoy (1884–1974) benannt, der in den 1920er Jahren zusammen mit Baire, Borel und Lebesgue einen neuen Ansatz in der Berechnung von konvergenten trigonometrischen Reihen verfolgte.